# Corinne von Lebusa
Corinne von Lebusa (* 1978 in Herzberg) ist der Künstlername einer deutschen Malerin.

## Leben
Lebusa ist der Name des Dorfes im Osten Deutschlands, nach dem sich die Künstlerin benannt hat. 1998 begann sie ein Studium in der Fachrichtung Mode- und Graphikdesign an der Burg Giebichenstein Kunsthochschule Halle und setzte es 2001 an der Hochschule für Grafik und Buchkunst Leipzig in der Fachklasse Malerei bei Arno Rink fort. 2005 bis 2008 war sie Meisterschülerin von Neo Rauch, von dem sie ihr Diplom der Malerei erhielt. 2010 erkannte ihr die Kulturstiftung des Freistaates Sachsen ein Arbeitsstipendium zu. Corinne von Lebusa lebt und arbeitet in Leipzig.

## Werk
Lebusa gilt als eine Repräsentantin der zweiten Generation der „Neuen Leipziger Schule“. Sie arbeitet mit Zeichenstiften, Aquarell- und Ölfarben und schafft meist kleinformatige, surreale Collagen und Zeichnungen, in denen sie das Beziehungsgeflecht der Geschlechter thematisiert. Die Kunsthistorikerin Karin Pernegger über Lebusas Bilder: „Es tauchen Gegenstände auf, Gesichtsausdrücke, Gesten oder Handlungen zwischen Menschen, die sich nicht einordnen lassen. Umgebungen, die gleichsam seltsam vertraut aber auch out-of-place wirken. Dadurch transportieren die Arbeiten eine nicht greifbare Spannung, die den Betrachter in die Bildwelt hinein zieht und gleichzeitig auf Abstand hält. Die Arbeiten geben Einblick in eine abgekapselt wirkende, fremdartige Welt. Man späht, wie durch ein Schlüsselloch, in einen verbotenen Raum und kann sich wie ein Voyeur fühlen oder wie beim Blick in den Abgrund – man ist froh und traurig zugleich, außen vor zu stehen“.
Eine Serie ihrer Zeichnungen und Collagen aus den Jahren 2001 bis 2011 wurden 2011 von der Kulturstiftung des Freistaates Sachsen für die Staatlichen Kunstsammlungen Dresden angekauft.

## Ausstellungen (Auswahl)

### Solo
- 2017 Herz frisst Liebe, Levy Galerie, Hamburg
- 2013 Halt mich, oder halt nicht, Galerie Jette Rudolph, Berlin[4]
- 2011 Mein geliebter Knecht, Galerie Kleindienst, Leipzig
- 2009 Ich geh mit dir wohin ich will, Galerie der Stadt Schwaz (Österreich)
- 2008 Schön ist die Jugend, Galerie Kleindienst, Leipzig
- 2008 Body Sweet, Helene Nyborg Contemporary, Valby (Dänemark)[5]

### Beteiligungen
- 2022: „Corinne von Lebusa, Inga Kerber, Moritz Schleime - Mamma mia amore mio“, Museum Bensheim, Bensheim[6]
- 2016: „Vielleicht auch nur ein Nachhall dessen, was war, ist oder sein wird“, Galerie Jens Goethel, Hamburg
- 2013: Du bist mein Spiegel, Part 1: Girls, Potemka Contemporary Art, Leipzig[7]
- 2013: 20. Leipziger Jahresausstellung[8]
- 2011: Das Ohr von Giacometti – (Post-)Surreale Kunst von Meret Oppenheim bis Mariella Mosler, Galerie Levy, Hamburg[9]
- 2010: 44. Art Cologne, New Positions[10]
- 2009: Lubok. Originalgrafische Bilderbücher, Museum der bildenden Künste Leipzig
- 2007: SWING, Galerie Jens Goethel, Hamburg

## Sammlung
- Zeichnungen und Collagen 2001 bis 2011, Staatliche Kunstsammlungen Dresden[11]

## Ausstellungskataloge
- Lebusa. Ich geh mit dir wohin ich will, Begleittext von Karin Pernegger, Katalog zur Ausstellung in der Stadtgalerie Schwaz 2009, Lubok Verlag Leipzig 2009, ISBN 978-3-941601-28-4
- Das Ohr von Giacometti. (Post-)Surreale Kunst von Meret Oppenheim bis Mariella Mosler. Mit einem Textbeitrag von Belinda Grace Gardner, Kerber Verlag, Hamburg 2011, ISBN 978-3-86678-478-9